# Art Loss Register

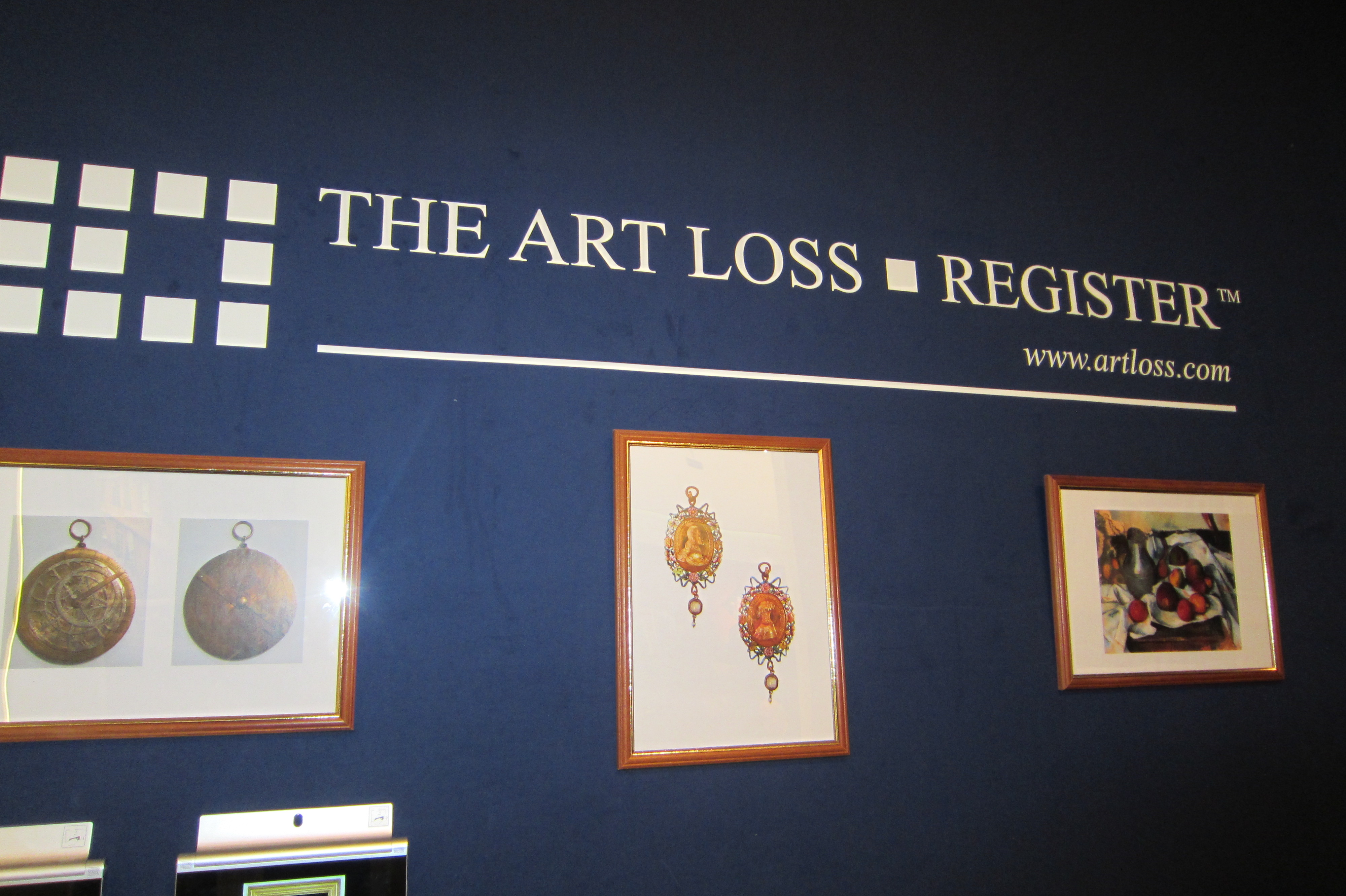
Capture d'écran du site web

L’Art Loss Register (ALR, en français Registre des œuvres d'art perdues) est une base de données informatique internationale qui contient des informations sur les œuvres d'art, les antiquités et les collections. Elle peut être utile aux collectionneurs, aux personnes travaillant dans le milieu de l'art, aux assureurs et aux différents corps policiers. Les serveurs de l'ARL sont situés à Londres.
Fondé conjointement en 1991 par des entreprises des milieux de l’assurance et de l’art, l'ARL est un effort d'informatisation d'un catalogue de données maintenu par l’International Foundation for Art Research (IFAR). En 1992, la base de données comprend 20 000 items. Dans la décennie suivante, elle voit son contenu multiplé par 10. La diversité des services qu'elle offre a augmenté selon celle des objets repertoriés.
Ces services sont fournis à l’aide d’une technologie informatique de pointe et d’une équipe d’historiens de l’art professionnels spécialement formés.
L'ALR représente en 2014 la plus importante base de données au monde dans son genre. Durant ses 20 années d’existence, elle a joué un rôle dans la restitution d’objets volés pour une valeur de plus de 230 millions d’euros.
Elle s'occupe notamment de la spoliation d'œuvres d'art sous le Troisième Reich et, au besoin, contacte les ayants droit, comme dans le cas des tableaux volés à Paul Rosenberg (galeriste).